# 시운마루호 침몰 사고
시운마루호 침몰 사고(일본어: 紫雲丸事故 시운마루지코[*])는 1955년 5월 11일 수학여행을 떠난 초등학생, 중학생들을 태운 시운마루호가 화물선 우코마루와 충돌하여 168명이 사망한 해양 사고이다. 세토 해역에서 출발한 시운마루가 악천후에도 불구하고 무리하게 운항한 것이 사고의 원인으로 꼽힌다.

## 사고
1955년 5월 11일, 수학여행을 떠난 아이치현 초등학생과 고치현 중학생을 태운 시운마루호는 세토 내해를 지나고 있었다. 세토 내해는 혼슈와 시코쿠, 규슈로 둘러싸인 해역으로 동서로 450km로 긴 데다 평균 수심은 31m로 얕은 곳이었다. 해당 해역은 조수 간만의 차도 크고 조류도 빠른 곳이었다. 사고 당일, 시운마루호는 안개가 끼었는데도 불구하고 출발을 강행했다. 하지만 같은 항로의 반대편에서는 일본국유철도의 화물선 제3우코마루가 운행하고 있었다. 공교롭게도 두 선박 모두 규정 속도를 초과하여 운항했으며, 안개로 인해 시야가 나빠 레이다만 보고 있었다. 둘은 서로 접근하고 있다는 것을 알고 회피했으나, 모두 같은 방향으로 꺾는 바람에 충돌하고 말았다.

## 여파와 영향

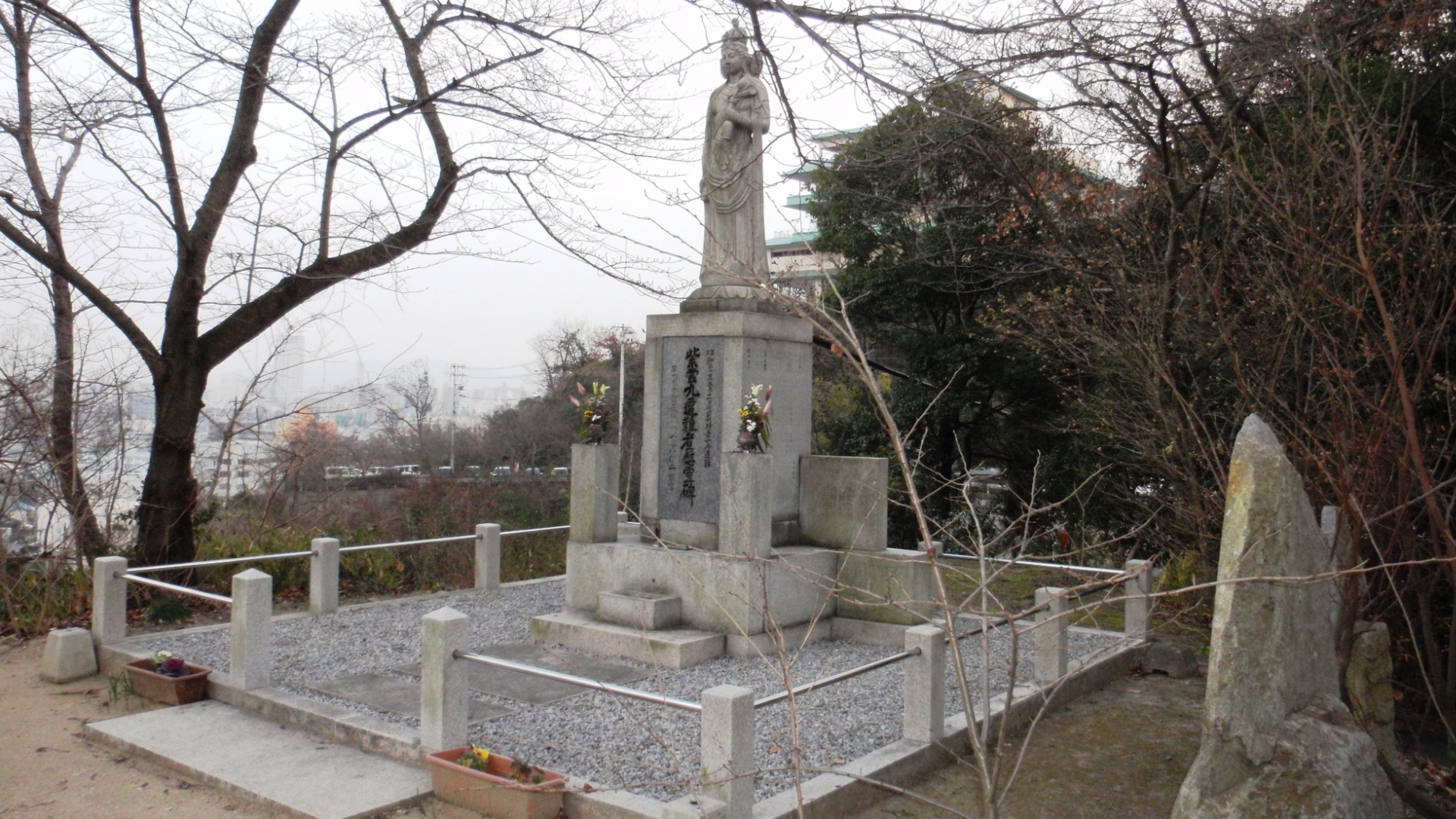
다카마쓰시에 놓인, 희생자들을 위한 위령비

시운마루호 침몰 사고 이후 일본은 선박 안전 기준을 강화했다. 또한 두 선박이 충돌하지 않도록 연안 항로의 상행선과 하행선을 분리했다. 세토대교는 시운마루호 사고 이후 이러한 충돌 사고를 막기 위해 지어진 것이다. 짙은 안개가 낄 경우 배가 출항하지 못하게 하는 '정선(停船) 권고' 역시 엄격히 적용했다. 선박의 복원력과 관련된 규칙도 만들어졌는데, 이 규칙을 바탕으로 국제 해사 기구에서는 국제적인 규칙을 제정한다.
사고 이후 세토 내해는 선원 실습생의 훈련 장소로 바뀌었다. 시운마루호 사고 당시 물에 빠져 죽은 사람이 많았다는 점을 두고 일본 문부성은 각 학교마다 수영장을 두어 수영 교육을 강화했다.

## 같이 보기
- 세월호 침몰 사고
- 도야마루호 침몰 사고(洞爺丸事故)